# Hábrók
Hábrók è un uccello leggendario della mitologia nordica. È nominato nel Grímnismál come "il migliore dei falchi" all'interno di una lista di nomi che rappresentano il meglio della propria categoria, e citato anche nel Gylfaginning di Snorri Sturluson. Tuttavia, null'altro è noto di questa creatura. Il suo nome significa "Pantaloni lunghi", un possibile riferimento alle lunghe gambe dell'uccello.

## Nell'Edda poetica
La menzione si trova nella quarantaquattresima strofa del Grímnismál:
Il migliore degli alberi / dev'essere Yggdrasil,
Skithblathnir la migliore delle barche;
di tutti gli dei / è Odino il più grande,
e Sleipnir il migliore dei cavalli;
Bifrost dei ponti, / Bragi degli scaldi,
Hábrók dei falchi, / e Garm dei segugi.